# منتخب جزر العذراء البريطانية لكرة القدم للسيدات
منتخب جزر العذراء البريطانية الوطني لكرة القدم للسيدات (بالإنجليزية: British Virgin Islands women's national football team)‏ هو ممثل جزر العذراء البريطانية الرسمي في المنافسات الدولية في كرة القدم للسيدات، يديريه اتحاد الجزر العذراء البريطانية لكرة القدم.